# Долгорукова Катерина Михайлівна
Княжна Катерина Михайлівна Долгорукова (Долгорука), із 1880 р. найсвітліша княгиня Юріївська (2 [14] листопада 1847 Москва, Російська імперія — 15 лютого 1922, Ніцца, Третя французька республіка) — із 1880 друга, морганатична, дружина імператора Олександра II; до того, з 1866 року, його коханка.

## Походження
Батько — гвардійський капітан князь Михайло Михайлович Долгоруков (1816—1871); з порівняно схудлої гілки Долгорукових, праправнук Олексія Григоровича Долгорукова, відомого своєю близькістю до Петра II.
Мати — Віра Гаврилівна Вишневська (пом.1866), сестра декабриста Федора Гавриловича Вишневського, праправнучка полковника Вишневського, який привіз з Малоросії до Петербурга співочого Олексу Розуму, який став фаворитом Єлизавети Петрівни.
Бабуся по батькові — Софія (пом. 1827), дочка адмірала Осипа Дерибаса, засновника міста Одеси, онука Івана Бецького, президента Імператорської Академії мистецтв при Катерині II.

## Роман із імператором
Олександр II вперше побачив Катю Долгорукову 20 вересня 1859 року, гостючи у князя Долгорукова в маєтку Теплівка поблизу Полтави під час військових навчань, влаштованих із нагоди 150-річчя Полтавської битви. Каті тоді було 11 років, імператору 41 рік. Обидва пізніше часто згадували цю зустріч у своєму листуванні.

Незабаром батько Катерини розорився, мати з чотирма синами та двома дочками опинилася без грошей. Імператор узяв дітей під опікою: посприяв вступу братів Долгорукових до петербурзьких військових закладів, а сестер — до Смольного інституту. Сестри Катерина і Марія були прийняті в інститут поза всякою чергою 9 квітня 1860 пенсіонерками Його Імператорської Величності. У своїх невиданих мемуарах, що зберігаються в ДАРФі, княгиня Юріївська так описує роки навчання у Смольному інституті:
«Незважаючи на всі турботи директорки, я так і не змогла звикнути до цього життя без сім'ї серед чужих. Я потихеньку втрачала здоров'я. Імператор, дізнавшись про наш приїзд до Смольного, відвідав мене по-батьківському; я була така щаслива його бачити, його візити повертали мені бадьорість. Коли я хворіла, він відвідував мене в лазареті. Його підкреслена увага до мене та його обличчя, настільки ідеальне, проливали бальзам на моє дитяче серце. Чим більше я дорослішала, тим більше посилювався його культ у мене. Щоразу він приїжджав, він посилав за мною і дозволяв мені йти з ним поруч. Він цікавився мною; я вважала його покровителем, другом, зверталася до нього як до ангела, знаючи, що він не відмовить мені у заступництві. Так, одного разу, коли їжа була особливо погана, і я страждала від голоду, не знаючи, до кого звернутися, я поскаржилася йому, і з того дня він наказав годувати мене за столом директорки… Він посилав мені цукерки, і не можу описати, як я його любила. Нарешті, моє ув'язнення скінчилося, і я вийшла з Інституту в 64-му році, маючи всього 16 з половиною років. Зовсім ще дитина, я зовсім втратила предмет своєї прихильності, і лише через рік, завдяки щасливому випадку, зустріла імператора … в Літньому саду».
25 грудня 1865 року Олександр II зазвичай прогулювався Літнім садом і випадково зустрів там Катерину Долгорукову. Як згадувала сама Катерина: «Спочатку він мене не впізнав, а потім повернувся і запитав, чи я це!». У пам'ятній книжці імператора, куди Олександр мав звичай заносити лише найважливіші події дня, також є запис від 25 грудня: «У 1/2 3 пішки в Літньому саду. Гарненька Д. із Смольного монастиря».

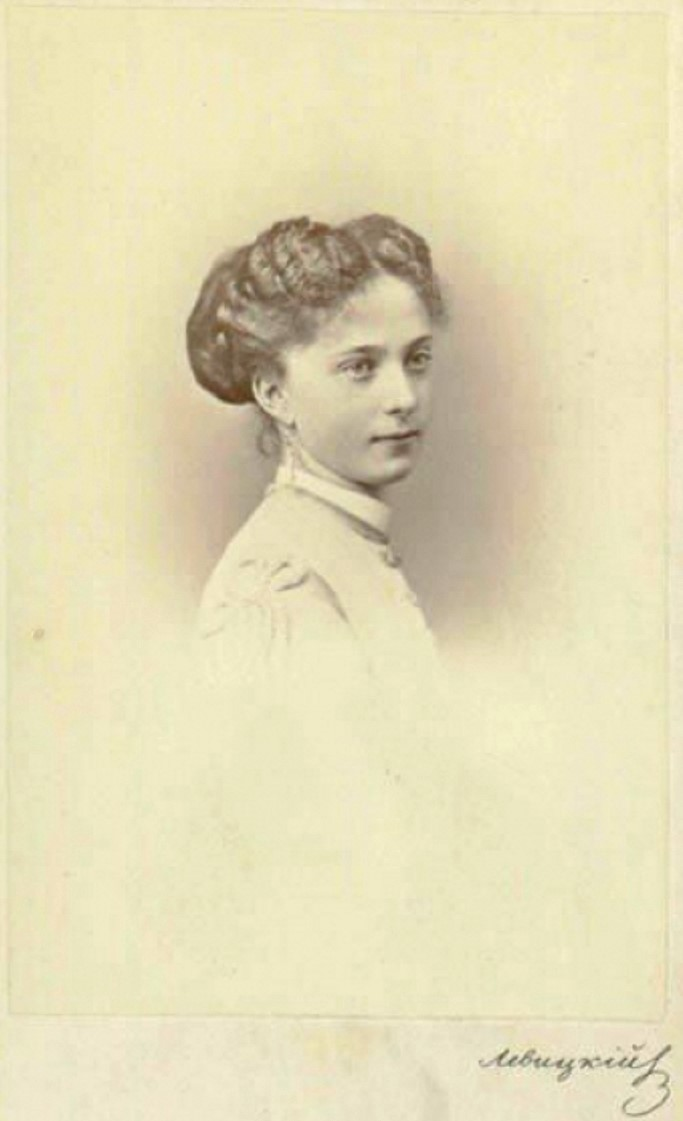
Княжна Катерина Михайлівна Долгорукова. 1866 р.

З цього дня імператор та юна смолянка стали майже щодня зустрічатись у Літньому саду. Також вони могли бачити один одного в Смольному інституті, куди Катерина приїжджала у вихідні відвідувати сестру. 4 квітня 1866 року Катерина та Олександр зазвичай зустрілися на алеях саду. Зі спогадів Катерини:
«Того дня я була в Літньому саду, імператор розмовляв зі мною як завжди, запитав, коли я збираюся відвідати сестру в Смольному, і коли я сказала, що вирушу туди сьогодні ж увечері, що вона на мене чекає, він помітив, що приїде туди тільки щоб мене побачити. Він зробив до мене кілька кроків, дражнячи мене моїм дитячим виглядом, що мене розсердило, я ж вважала себе дорослою. До побачення, до вечора,— сказав він мені, і попрямував до воріт, а я вийшла через маленьку хвіртку біля каналу. Після виходу, я дізналася, що в імператора стріляли біля виходу з саду. Ця новина вразила мене настільки, що я захворіла, я стільки плакала, думка, що такий ангел доброти має ворогів, які бажають його смерті, мучила мене. Цей день ще більше прив'язав мене до нього; я думала лише про нього і хотіла висловити йому свою радість і подяку Богові, що він урятувався від подібної смерті. Я була впевнена, що він відчуває таку ж потребу побачити мене. Незважаючи на хвилювання і справи, якими він був зайнятий днем, незабаром після мене приїхав до інституту. Ця зустріч стала найкращим доказом того, що ми любимо одне одного. З того моменту я вирішила, що моє серце назавжди належить йому».
18 квітня 1866 року відбулося перше побачення імператора і княжни наодинці. Цар запросив Катерину до Зимового палацу. Вони пили чай у кабінеті покійного імператора Миколи I. Того дня Олександр подарував коханій перший подарунок (браслет із маленьким рубіном і маленькими діамантами навколо), але освідчення між ними тоді не відбулося, більше того — холодна і стримана відповідь Катерини на його залицяння змусила імператора подумати, як він пізніше писав: «що я занадто старий, щоб ти могла мене покохати». 1 липня імператорська сім'я переїхала в Петергоф і там закохані знову випадково зіткнулися на доріжках біля Монплезіру. А ввечері вони зустрілися вже в «Березовому будиночку», павільйоні у сільському стилі (не зберігся), де відбулося їхнє перше освідчення. Зі спогадів Катерини:
«Я мала щастя знову побачити його 1 липня. Він був на коні, і я ніколи не забуду його радість при зустрічі. Того дня ми вперше виявилися наодинці і вирішили не ховати те, що нас переповнювало, щасливі від можливості кохати одне одного. Я оголосила йому, що відмовляюся від усього, щоб присвятити себе коханню до нього, і що більше не можу боротися з цим почуттям. Бог свідок невинності нашої зустрічі, яка стала справжнім відпочинком для нас, які забули ціле світло заради почуттів, навіяних Богом. Яка чиста була розмова в ті години, що ми провели разом! А я, яка ще зовсім не знала життя, невинна душею, не розуміла, що інший чоловік у подібних обставинах міг би скористатися моєю невинністю, але Він поводився зі мною з чесністю і шляхетністю людини, що кохає і поважає жінку, обходився зі мною, як зі священним предметом, без будь-якого почуття — це так благородно і прекрасно! З того дня ми щодня зустрічалися, божевільні від щастя кохати і розуміти одне одного повністю».
Усупереч утвердженню більшості істориків це перше любовне побачення Олександра та Катерини не закінчилося «ніччю кохання». Як свідчить листування імператора та його коханої, Олександр, який був на 30 років старший за Катю, повівся по-лицарськи, шанобливо та делікатно. Він не дозволив собі нічого зайвого, незважаючи на пристрасне бажання близькості. Їхні перші побачення носили хоч і романтичний, але не інтимний характер. Однак родичі Катерини, зокрема її брат князь Михайло Долгоруков та його дружина Луїза, були надзвичайно незадоволені як самим романом, так і плітками навколо нього. Вони вирішили забрати Катерину за кордон, щоб імператор, якого всі вважали людиною закоханою, забув її і знайшов їй заміну. Від'їзд було призначено на 1 грудня 1866 року. Зі спогадів Катерини: «Я віддала йому з радістю той єдиний зв'язок, якого нам ще бракувало, і який при такому обожненні був щастям».
Весь час розлуки Олександр та Катерина підтримували щоденне листування. Водночас імператор шукав привід зустрітися з коханою, яка мешкала з сім'єю в Неаполі. Навесні 1867 року цей привід знайшовся. Імператор Наполеон III запросив Олександра II до Парижа, де відбувалася Всесвітня виставка. Цар погодився, хоча більшість його наближених, включаючи імператрицю Марію Олександрівну, були проти цієї поїздки, оскільки у Франції були дуже сильні антиросійські та пропольські настрої. Але Олександр був непохитний.

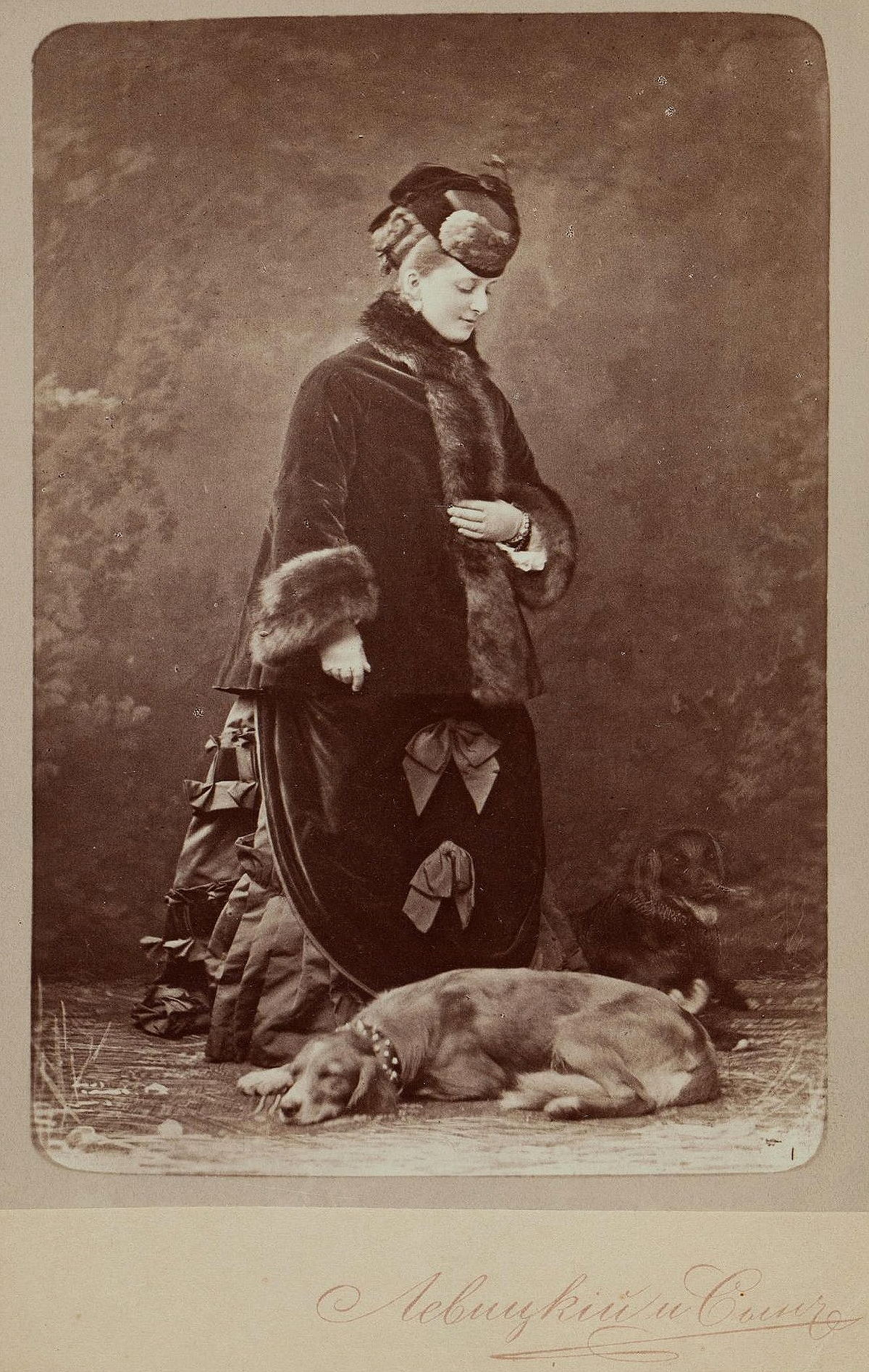
Княжна Катерина Михайлівна Долгорукова на початку 1870-х рр.

20 травня (1 червня) 1867 Олександр II прибув до Парижа. Туди ж приїхала і Катерина зі своєю невісткою княгинею Луїзою Долгоруковою. Першого ж вечора імператор поспішив побачити до коханої. Вони зустрічалися щодня. Разом їздили до Булонського лісу, де могли сховатися від сторонніх очей. Зі спогадів Катерини: «Нам було так добре в Парижі, тому що ми були разом, а його обов'язки дивитися цю Виставку та брати участь в інших заходах викликали лише нудьгу, бо його єдиною метою була я, тільки задля цього він і приїхав!».
25 травня (6 червня) на Олександра було скоєно замах. У нього стріляв поляк Антон Березовський. Куля потрапила в коня офіцера ескорту. Свій порятунок цар приписав тому, що поруч із ним (мається на увазі — в одному місті) знову була Катерина. З того часу він вважав кохану своїм ангелом-охоронцем.
2 жовтня 1867 року Катерина із сім'єю повернулася до Санкт-Петербурга. Розлука анітрохи не остудила запал імператора. Їхні побачення тривали. Узимку вони зустрічалися в Зимовому палаці, влітку в Царському Селі та Петергофі, а в 1872 імператор також купив коханій два будинки в Криму поблизу Лівадії, в Ялті.
29 червня 1870 року на вимогу Олександра II княжна Катерина Долгорукова стала фрейліною імператриці Марії Олександрівни. У цьому жодних обов'язків при дворі вона не виконувала, призначення було формальністю. Наявність фрейлінського шифру дозволяло Катерині вільно відвідувати всі придворні свята і бали, де імператор вважав за краще танцювати лише зі своєю коханою.
Охолодження у відносинах із братом Михайлом Долгоруковим та його дружиною змусило Катерину підшукувати собі нову компаньйонку, готову супроводжувати її за кордон, куди Катя їздила за імператором. Навесні 1870 року Катерина зблизилася з Варварою Шебеко (1840—1931). Сестра Варвари — Софія — була дружиною рідного брата Каті Василя Долгорукова. Саме починаючи з 1870 року, ім'я Варвари (Вави) вперше з'являється в листуванні імператора та Каті. Отже, версія про те, що Шебеко нібито відігравала роль зводні у романі імператора, не підтверджується документальними свідченнями учасників цього роману. Проте, ставши близькою компаньйонкою Каті, розумна, хитра, ділова Варя справді невдовзі взяла пару в обіг і, судячи з спогадів сучасників, активно використовувала своє становище, вирішуючи ділові питання та налагоджуючи корисні зв'язки. Більше того, влітку 1874 року не без участі Варвари Шебеко було знято зі своєї посади і відправлено послом до Лондона всесильного начальника III Відділення Петра Шувалова, прозваного в народі Петром IV.
Улітку 1871 року під час поїздки на води в Емс лікарі поставили Катерині діагноз «малокровність» і рекомендували їй народити дитину, щоб «струснути» організм. До цього часу закохані намагалися оберігатися, розуміючи, що наявність дітей ще більше ускладнить їх і так складне становище. Однак, дізнавшись про діагноз, Олександр, «ніколи не думав про себе, але весь час про мене, негайно послідував вказівці лікаря, і через дев'ять місяців, Бог послав нам сина» (спогади Катерини). Син Георгій народився у Зимовому палаці 30 квітня 1872 року. На пологах був щасливий батько. Через рік 27 жовтня 1873 року у Криму народилася дочка Ольга. Третя дитина — син Борис — з'явився на світ також у Зимовому палаці 11 лютого 1876 року. Пологи почалися вночі, раптово. Лікар і акушерка їхали дуже довго, тому імператор був змушений сам приймати власного сина. Мабуть, це єдиний випадок в історія Росії, коли цар особисто виконував роль повитухи. На превелике горе батьків Борис прожив недовго. 19 березня він захворів на пневмонію, а 30 березня помер. Похований у Царському Селі в особистій усипальниці князів Юріївських. Хрещеними всіх трьох старших дітей імператора та княжни були Варвара Ігнатівна Шебеко та Олександр Михайлович Рилєєв — довірені особи пари.
Своїх дітей від Катерини Олександр дуже любив, а старшого сина Георгія просто обожнював і дуже балував. Він щодня бачив дітей, грав із ними, читав їм книжки, сам годував дитячими обідами та фруктами, а вечорами обов'язково приїжджав до їхнього будинку (діти жили окремо від батьків) поцілувати та благословити на ніч.
9 вересня 1878 року в Ялті Катерина народила четверту дитину — дочку Катю. На цих пологах імператор був присутній.
Багато років пара підтримувала щоденне листування, більша частина якого (понад 5000 листів) зберігається в ДАРФі і досі не опублікована. З цих листів очевидне пристрасне взаємне кохання Олександра і Каті. Про політику в листах йдеться рідко, як правило, лише у зв'язку з дуже значними подіями, зокрема багато і відверто імператор пише про державні та військові справи під час Російсько-турецької кампанії 1877—1878 рр., коли Олександр сам був у діючій армії. У решту часу перше місце в листуванні займали розмови про кохання, а також про дітей, сімейні справи та здоров'я.
Після повернення з війни у грудні 1877 року імператор побажав, щоб його друга сім'я жила поряд із ним у Зимовому палаці . Для них виділили три кімнати на третьому поверсі палацу, прямо над особистими покоями Олександра (а не його дружини Марії, як стверджують автори деяких історичних досліджень). Поруч із кабінетом царя встановили ліфт нагору. Щоправда, діти постійно у палаці не мешкали. На ніч їх відвозили до власного будинку на Конюшенній вулиці. Катя жила у палаці постійно. З листа Олександра від 1878 року: «Я обожнюю прокидатися з тобою, коли ти лежиш у ліжку поряд зі мною, очі заплющені, гарна, як ніколи в нашій сонячній кімнаті».
5 лютого 1880 року Катерина та діти також були у палаці. Коли Олександр вирушив вечеряти в оточенні своєї першої (законної) сім'ї та гостей, у палаці пролунав вибух. Черговий замах на імператора був підготовлений Степаном Халтуріним. Однак цар знову залишився неушкодженим. Унаслідок вибуху світло в палаці згасло, піднявся страшний пил, запахло газом. Скориставшись метушнею, Олександр кинувся до своєї другої родини. Зі спогадів Катерини: «У мене підкосилися ноги, серце завмерло, і я майже збожеволіла». Катя почала дзвонити дзвінком до його кабінету — немає відповіді. Потім вона почула "дорогий голос, який кричав: «Я тут, я йду, Ангел мій любий».
На той час імператриця Марія Олександрівна була вже давно і безнадійно хвора на сухоти і не вставала з ліжка. Перелюбний зв'язок викликав гостре невдоволення багатьох Романових і насамперед цесаревича, майбутнього Олександра III.

### Морганатичний шлюб
22 травня 1880 року імператриця померла. Уже за кілька днів Катерина у своїх листах почала вмовляти імператора вінчатися негайно. Олександр поступився. Цар розумів, що терористи можуть убити його будь-якої хвилини, і в такому разі становище його другої сім'ї залишиться невизначеним, а діти будуть вважатися незаконнонародженими і не мати жодних прав. Вінчання відбулося 6 липня 1880 біля похідного вівтаря, встановленого в одному із залів Царськосельського палацу. Свідками були генерали Олександр Адлерберг, Едуард Баранов, Олександр Рилєєв. З боку княжни була Варвара Шебеко. Обряд здійснив протопресвітер Ксенофонт Якович Нікольський (духовник імператора під час Російсько-турецької війни).
Після весілля Катерина Долгорука здобула титул — Найсвітліша княгиня Юріївська, що співвідносилося з одним із фамільних імен бояр Романових; їхні діти (усі народжені поза шлюбом, але узаконені заднім числом) здобували прізвище Юріївські.
Незабаром імператор представив свою нову дружину цесаревичу Олександру, а також і свиті. Суспільство було скандалізоване. Особливо неприязні стосунки склалися між княгинею Юріївською та цесарівною Марією Федорівною. Остання категорично не хотіла приймати становище, що обтяжувало спілкування з новими родичами і не бажала, щоб її діти (онуки Олександра II) спілкувалися з дітьми від його незаконного зв'язку. Через скандали і суперечки імператор наполягав на спілкуванні своїх онуків із маленькими Юріївськими, а також на поважному ставленні до своєї дружини.

Зі спогадів Великого князя Олександра Михайловича:
«Сам старий церемоніймейстер був помітно збентежений, коли, наступної після нашого приїзду, неділі ввечері, члени Імператорської родини зібралися в Зимовому Палаці біля обіднього столу, щоб зустрітися з княгинею Юріївською. Голос церемоніймейстера, коли він постукав три рази об підлогу жезлом із ручкою зі слонової кістки, звучав невпевнено:
— Його Величність та найсвітліша княгиня Юріївська!
Мати моя дивилася в бік, цісарівна Марія Федорівна опустила очі додолу.
Імператор швидко увійшов, ведучи під руку молоду вродливу жінку. Він весело кивнув моєму батькові і окинув випробувальним поглядом могутню постать Спадкоємця.
Цілком розраховуючи на повну лояльність свого брата (нашого батька), він не мав жодних ілюзій щодо погляду спадкоємця на цей другий його шлюб. Княгиня Юріївська люб'язно відповідала на ввічливі поклони Великих Княгинь та Князів і сіла поруч із Імператором у крісло покійної Імператриці. Повний цікавості, я не відводив із княгині Юріївської очей.
Мені сподобався вираз її сумного обличчя і променисте сяйво, що йде від світлого волосся. Зрозуміло, що вона хвилювалася. Вона часто зверталася до Імператора, і він заспокійливо погладжував її руку. Їй, звичайно, вдалося б підкорити серця всіх чоловіків, але за ними стежили жінки, і всяка її спроба взяти участь у спільній розмові зустрічалася ввічливим, холодним мовчанням. Я шкодував її і не міг зрозуміти, чому до неї ставилися з презирством за те, що вона полюбила гарну, веселу, добру людину, яка до її нещастя була Імператором Всеросійським?
Довге спільне життя анітрохи не зменшило їхнього взаємного обожнювання. У шістдесят чотири роки Імператор Олександр II поводився з нею як вісімнадцятирічний хлопчик. Він нашіптував слова схвалення у її маленьке вушко. Він цікавився чи подобаються їй вина. Він погоджувався з усім, що вона казала. Він дивився на всіх нас із дружньою усмішкою, ніби запрошуючи радіти його щастю, жартував зі мною та моїми братами, страшенно задоволений тим, що княгиня, очевидно, нам сподобалася.
До кінця обіду гувернантка ввела до їдальні їхніх трьох дітей.
- А ось і мій Гога! — вигукнув гордо Імператор, піднімаючи у повітря веселого хлопчика і саджаючи його на плече. Скажи нам, Гога, як тебе звуть?
— Мене звуть князь Георгій Олександрович Юріївський, — відповів Гога і почав поратися з бакенбардами Імператора, смикаючи рученятами.
— Дуже приємно познайомитись, князю Юріївський! — Жартував Государ. — А чи не хочеться молодий чоловіче, вам стати Великим Князем?
— Сашо, заради Бога, лиши! — нервово сказала княгиня.
Цим жартом Олександр II ніби пробував ґрунт серед своїх родичів щодо узаконення своїх морганатичних дітей. Княгиня Юріївська прийшла у найбільше збентеження, і вперше забула вона про етикет Двора і назвала Государя — свого чоловіка — на весь голос зменшувальним ім'ям.
На щастя, маленький Гога був надто зайнятий виконанням ролі перукаря Його величності, щоб замислюватися над перевагами імператорського титулу, та й Цар не наполягав на відповіді. Одне було ясно: Імператор вирішив ігнорувати невдоволення членів Імператорського прізвища і хотів із цього першого сімейного обіду влаштувати веселу неділю для своїх дітей.
Після обіду відбулася вистава італійського фокусника, а потім наймолодші з нас вирушили до сусіднього салону з Гогою, який продемонстрував свою спритність у їзді на велосипеді та в катанні на килимку з російських гір. Хлопчик намагався потоваришувати з усіма нами, і, особливо, з моїм двоюрідним племінником Ніккі (майбутнім Імператором Миколою II), якого дуже бавило, що у нього, тринадцятирічного, є семирічний дядько».
Після укладення шлюбу листування між Олександром та Катериною більше не поновлювалося. Судити про подальші плани імператора можна лише за друкованою копією його щоденника, що зберігається в ДАРФі, справжність якого не встановлено, та мемуарам княгині Юріївської. І те й інше джерело стверджують (тієї ж думки дотримувалися і сучасники), що Олександр II планував підписати «конституцію» М. Т. Лоріс-Мелікова, потім коронувати свою дружину і приблизно через півроку-рік зректися престолу на користь законного спадкоємця, щоб решту років присвятити радостям приватного сімейного життя.

## Удівство
Катерина народила від Олександра ІІІ чотирьох дітей:

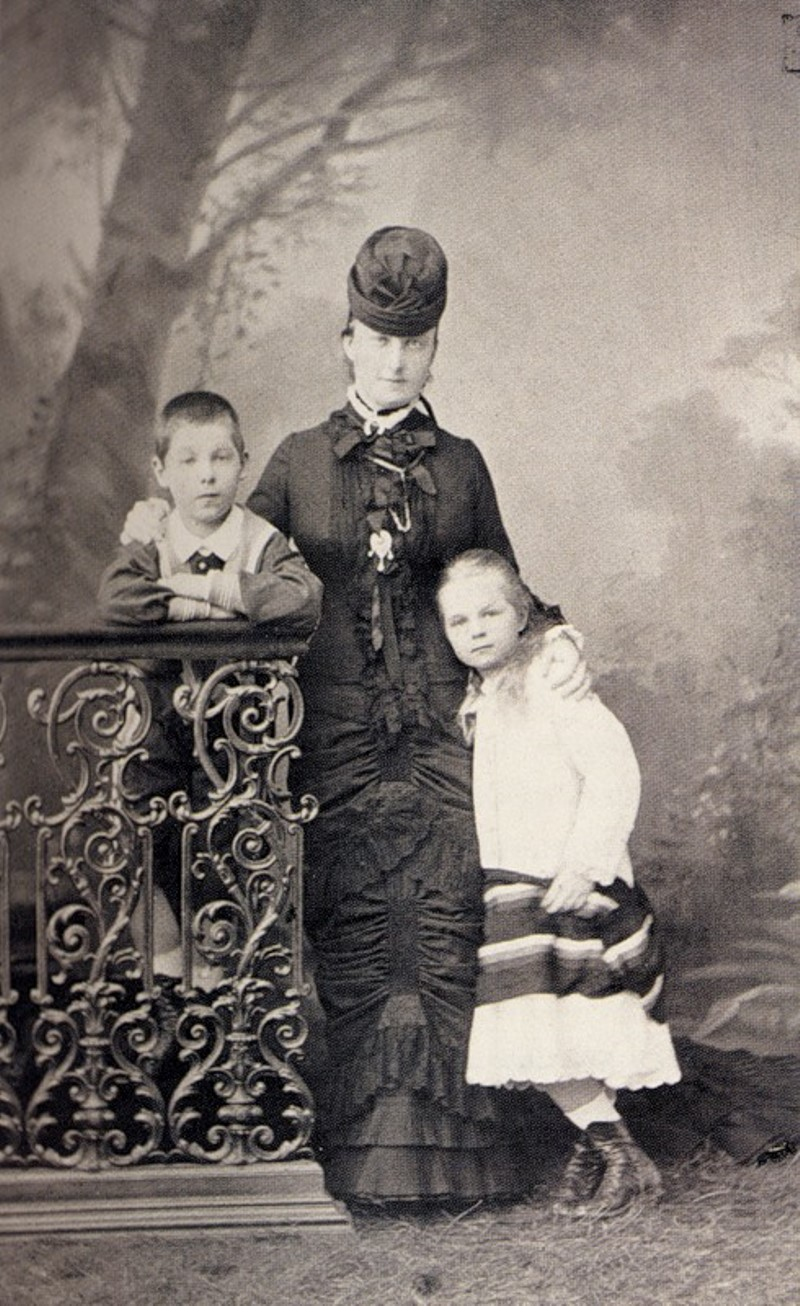
Найсвітліша княгиня О. М. Юріївська (Долгорукова) із сином Георгієм та дочкою Ольгою. Приблизно 1881—1883 рр.

1. Георгій (1872—1913);
2. Ольга (1873—1925) — одружена з Георгом-Миколаєм фон Меренбергом (1871—1948), сином Наталії Пушкіної;
3. Борис (1876) — помер у дитинстві;
4. Катерина (1878—1959) — одружена з О. В. Барятинським, а після за С. П. Оболенським.

5 вересня 1880 Олександр II підписав посвідчення, що міністр двору граф Адлерберг вклав у державний банк 3 302 910 золотих рублів на ім'я княгині Катерини Михайлівни Юріївської та її дітей.
1 (13) березня 1881 року Олександра II було вбито членами «Народної волі».
Неприязнь до княгині, багато в чому продиктована політичними мотивами і мотивами успадкування була така сильна, що через рік після похорону Олександра II вона разом з дітьми поїхала за кордон, де й проживала більшу частину часу, з 1890-х років лише зрідка приїжджаючи до Росії. Востаннє княгиня Юріївська відвідала Петербург 1913 року.
Олександр III, виконуючи волю батька, у 1881 купив для неї Малий Мармуровий палац у Петербурзі (нині за адресою Гагарінська вулиця, будинок 3). На другому поверсі Мармурового палацу княгиня облаштувала перший у Росії відкритий для широкої публіки музей пам'яті Олександра II.

Катерина Михайлівна Юріївська стала хранителькою пам'яті про Олександра II та, крім листування, паперів та архіву, зберегла сотні меморіальних речей, пов'язаних із царем. Лише у ХХІ столітті багато предметів повернулися до Росії, збережені Долгоруковою. Так, колекція Петергофа була б немислимою без цих речей:
«Фермерський палац довго не відновлювався, коли його було передано музею-заповіднику, то перебував майже в руїнах. Зараз там тривають роботи, відкриватиметься музей. Тому так загострилася проблема, пов'язана із пошуком речей Олександра ІІ. Чимало з яких було свого часу знищені, навіть ті, які побували в евакуації та повернулися з неї, їх знищували у 50-ті роки, спалювали, ламали, рвали. Олександр II був ненависний владі, яка тоді існувала. Частина речей пішла до інших музеїв, і повернути їх дуже складно. Якісь предмети просто зникли у вирі часу. Нам треба було практично починати все з нуля. Низка речей повернулася з Німеччини, нам удалося їх купити.
Якось московські телевізійники приїхали до нас і в приватній розмові повідомили, що у Франції, у Ніцці, є велика група речей, що залишилися від княгині Юріївської — морганатичної дружини Олександра ІІ. Нам удалося з'їздити туди. Це було два з половиною роки тому, ми були вражені тим, що збереглося. Відбулися переговори, наш запит до Мінкультури з проханням дозволити придбання, нам видали гроші… Там чудові листи й Олександра, і його подружжя, та його дітей до нього. Там Євангеліє, там одна з робіт Айвазовського, яка належала особисто Олександру, що становила для нього велике значення.

Генеральний директор музею-заповідника Петергоф, Вадим Знаменов, 2005 рік.

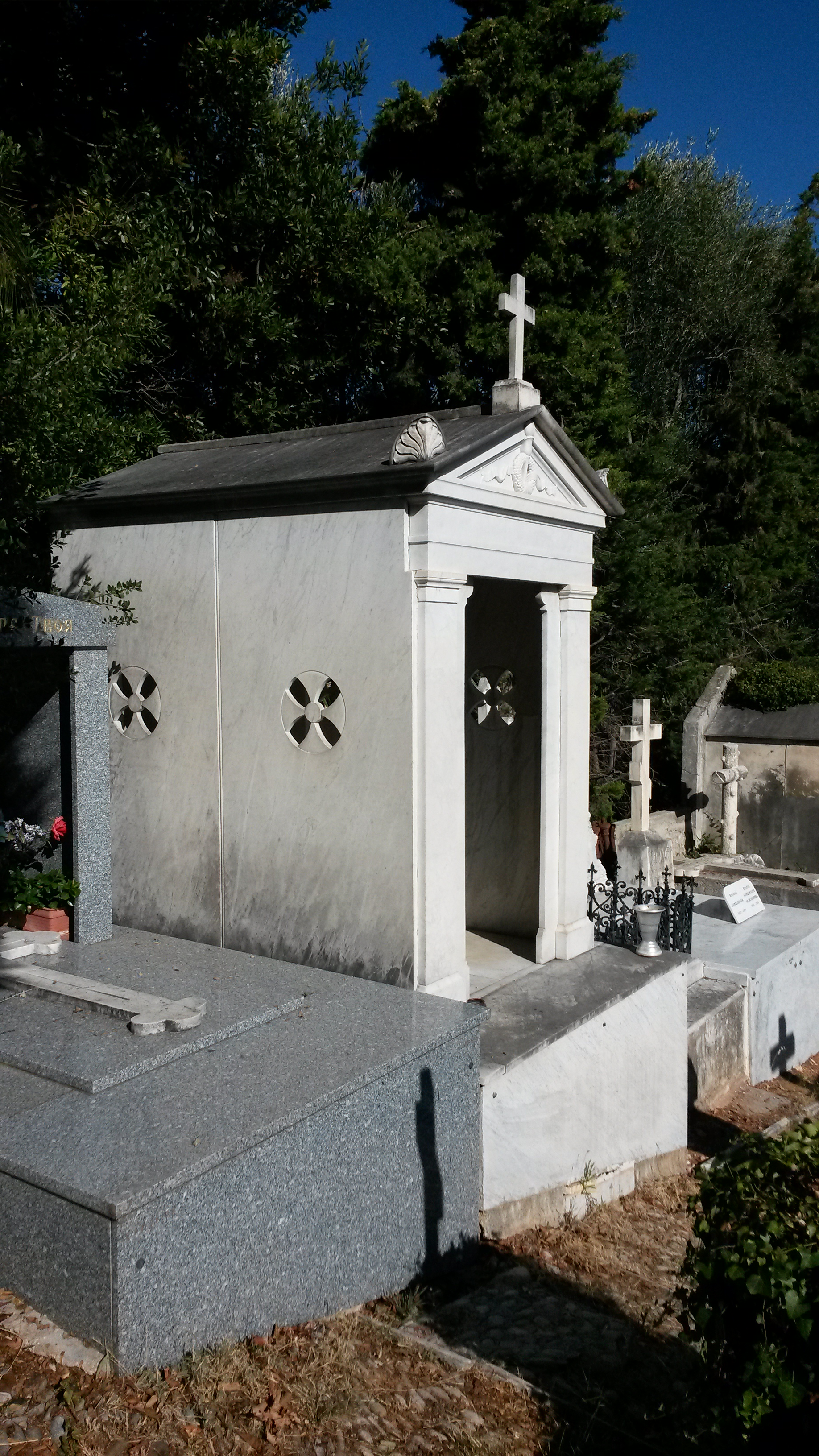
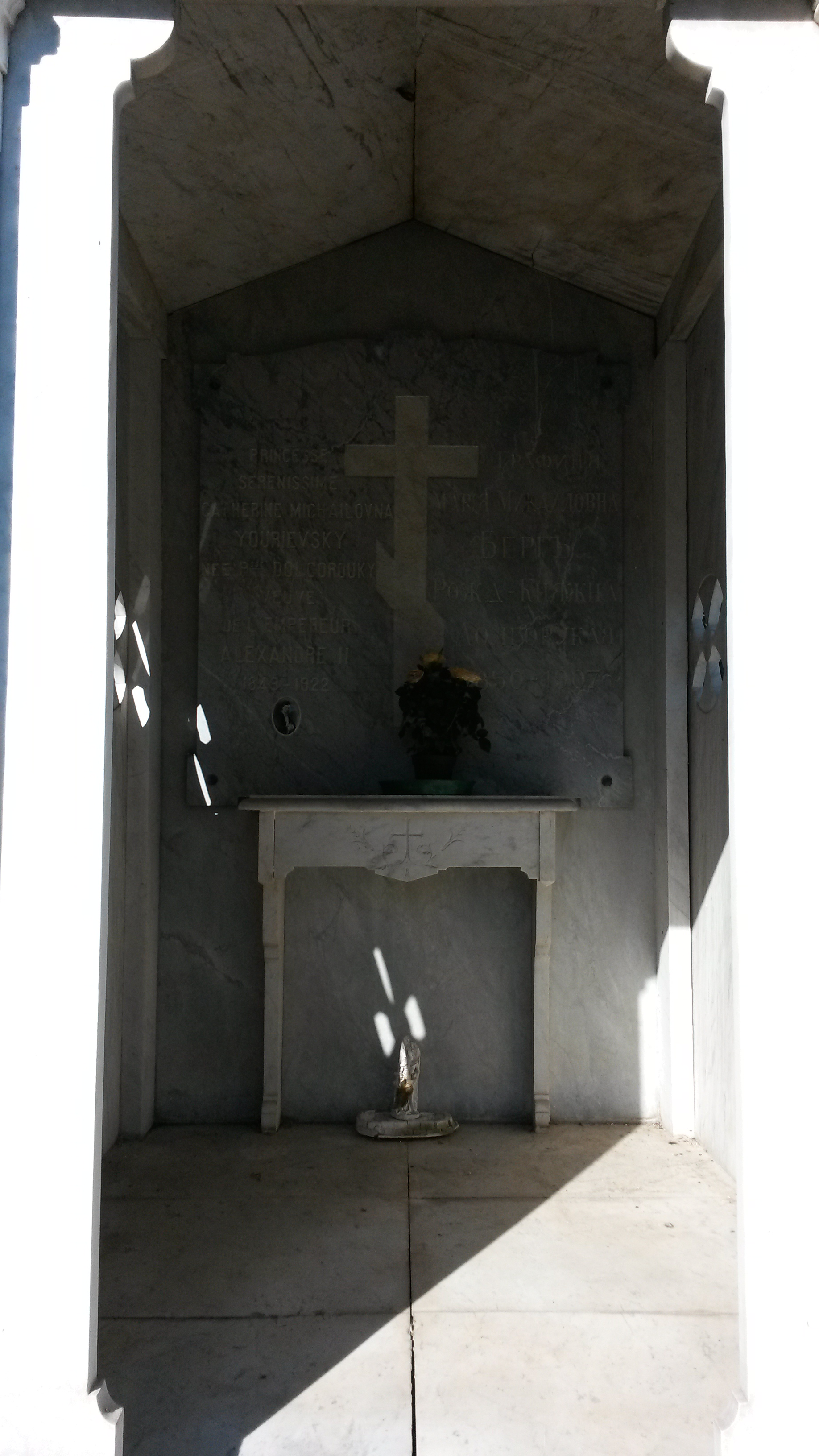
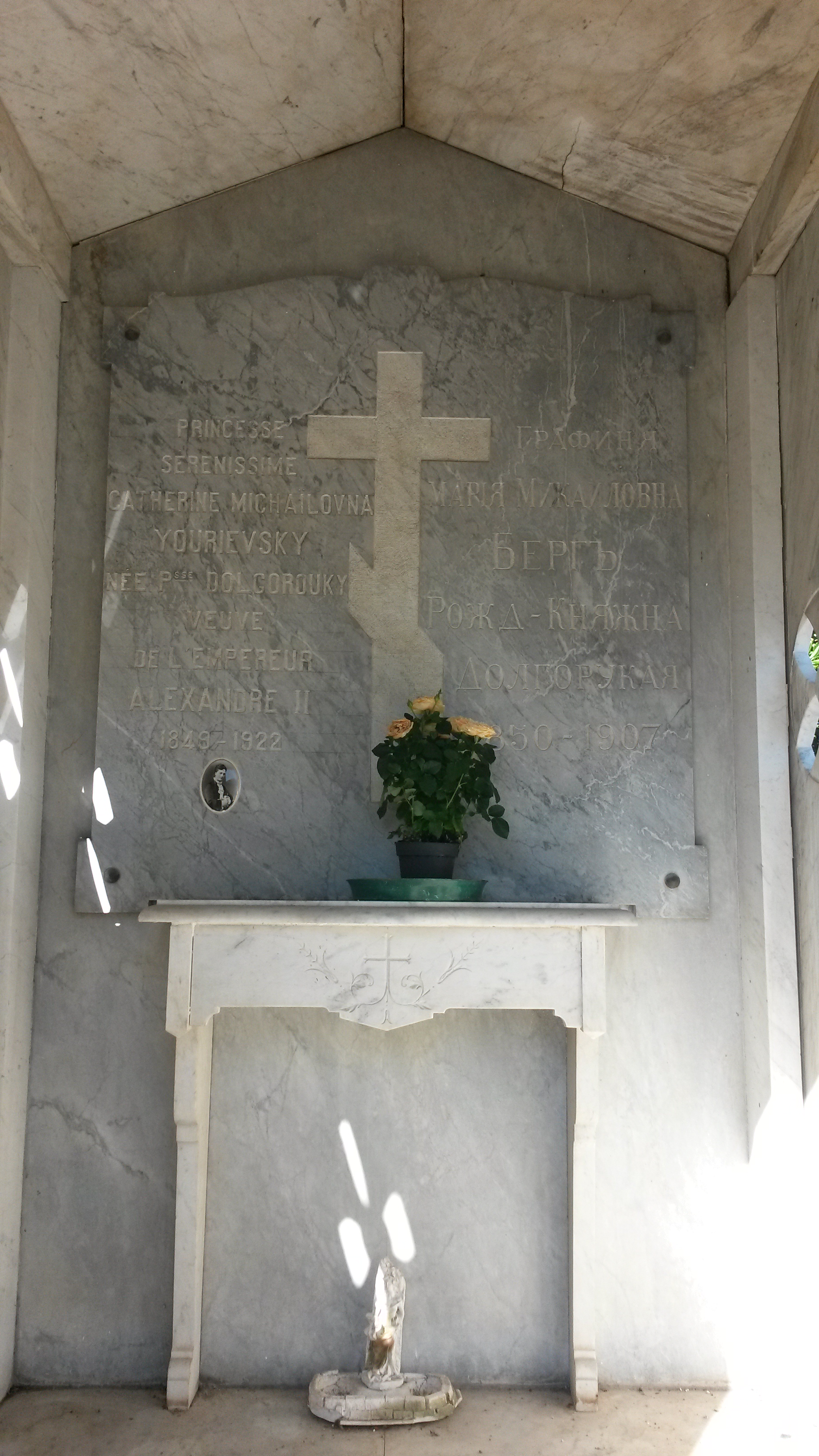

Могила княгині Юріївської на Російському цвинтарі в Ніцці. Разом із нею у склепі похована її молодша сестра Марія Михайлівна Берг (уроджена Долгорукова) (1850—1907).
Велика княгиня Ольга Олександрівна, онучка імператора, дружила з Юріївською.

Неподалік особняка Великої княгині був чудовий палац княгині, вдови її діда, Олександра II, колишньої його морганатичної дружиною. Княжна Катерина Долгорука спочатку була коханкою Імператора, а 1880 року уклала з ним у морганатичний шлюб. Ця стара жінка жила на широку ногу і вважала себе Імператрицею, що вдовствує, хоча Олександра II було вбито перш, ніж він встиг проголосити княгиню Юріївську Імператрицею. Ольга дуже прив'язалася до цієї старої жінки.

— Вона, мабуть, дуже любила мого діда, розповідала Ольга Олександрівна. — Щоразу, як я приходила до неї, мені здавалося, ніби відкриваю сторінку історії. Жила вона виключно минулим. Того дня, коли мого діда вбили, час зупинився. Вона тільки про нього говорила. Вона зберегла всі його мундири, весь його одяг, навіть халат. Вона помістила їх у скляну вітрину у її домашній каплиці.— 
Є версії дослідників, наприклад, мистецтвознавця Чижової, що картина Крамського „Невідома“ насправді була спочатку портретом Юріївської (тільки після загибелі імператора художник відійшов від первісного задуму).
Померла Найсвітліша княгиня Катерина Михайлівна Юріївська в Ніцці в 1922 на своїй віллі „Жорж“ (boulevard Dubouchage,10), названої на честь її сина Георгія. Похована на російському цвинтарі Кокад (Caucade). Після себе княгиня Юріївська, яка вела велику благодійну діяльність у Росії та Франції (зокрема більшу частину коштів віддавала перед революцією на користь російських воїнів, що боролися на полях Першої світової війни, а також допомагала благодійній асоціації ім. Жанни д'Арк), а також однією з перших у Франції стала займатися питаннями життя бездомних тварин, залишила значні борги і великий особистий архів, частина з якого зберігається в ДАРФі, а окремі листи постійно виникають на різних аукціонах, де мають постійний попит у покупців.

## Твори
- Листи до Олександра II

Збереглися деякі з листів Долгорукого та імператора.
- Спогади

Навесні 1882 року у Франції було опубліковано книгу „Alexandre II. Détails inédits sur sa vie intime et sa mort“, підписана певним Віктором Лаферте.
Російський переклад Ольги Вайнер надруковано в Росії у 2004. Книжка у російському виданні названа „спогадами княгині Юріївської“. Насправді авторство княгині не підтверджено. Її справжні власноручні мемуари зберігаються в ДАРФі і досі не опубліковані.

## У кіно
Її образ втілили актриси:
- Даніель Дар'є — Катя (1938)
- Ромі Шнайдер — „Катя — некоронована цариця“ (1959)
- Світлана Коркошко — „Софія Перовська“ (1967)
- Віра Сотнікова — „Роман імператора“ (1993)
- Наталія Антонова — „Кохання Імператора“ (2003)